# Factor de filtre
En fotografia, el factor de filtre és un nombre pel qual hem de multiplicar el temps d'exposició normal per tal de compensar l'ús d'un filtre fotogràfic d'un material determinat i una font d'il·luminació concreta. Aquest factor compensa l'absorció de llum per part d'un filtre.

## Conversió entre factors de filtre i passos
La següent taula il·lustra la relació mitjançant els factors de filtre, la quantitat de llum que passa a través del filtre i el nombre de passos que li corresponen.
| Factor de filtre | Proporció de llum transmesa(1/FF) | Nombre de passos |
| 1                | 95–100%                           | 0                |
| 1.3              | 75% (3/4)                         | ¹⁄₃              |
| 1.4              | 70%                               | ¹⁄₂              |
| 1.5              | 67% (2/3)                         | ²⁄₃              |
| 2                | 50% (1/2)                         | 1                |
| 2.5              | 40% (2/5)                         | 1¹⁄₃             |
| 3                | 33% (1/3)                         | 1²⁄₃             |
| 4                | 25% (1/4)                         | 2                |
| 8                | 12.5% (1/8)                       | 3                |
| 16               | 6.25% (1/16)                      | 4                |

## Càlcul de l'increment d'exposició
La quantitat de passos del nombre-f necessaris per corregir l'exposició amb l'ús d'un filltre, es calcula mitjançant la següent fórmula:
{\textstyle Factordefiltre=2^{x}}
On X és el nombre de passos del nombre-f que s'han d'incrementar.

## Factors de filtre amb filtres normals
La taula següent dona diferents xifres pels factors de filtre segons els filtres fotogràfics més comuns.
Cal destacar que els factors de filtre depenen en gran part de la corba de resposta espectral que utilitza la pel·lícula fotogràfica. Per aquest motiu, és preferible utilitzar els factors de filtre subministrats pels fabricants de pel·lícules abans que els proporcionats en la taula següent. Cal tenir en compte també, que aquests factors corresponen a la temperatura de color del dia (5600K), no aplicable a qualsevols condicions lumíniques.
| Tipus de filtre              | Nombre Wratten | Factor de filtre | Altres designacions |
| Ultravioleta                 |                | 1                | UV(0)               |
| Skylight                     | 1A or 1B       | 1                | KR1.5               |
| Filtres de contrast          |                |                  |                     |
| Groc                         | 8              | 2                | Y, K2, Y48, 022     |
| Groc-Verd                    | 11             | 2.5              | X0                  |
| Taronja                      | 21             | 3                |                     |
| Vermell                      | 25             | 8                | A, 090, R2          |
| Vermell Fosc                 | 29             | 20               | F, 091              |
| Verd                         | 58             | 4                | X1                  |
| Infraroig                    | 89B            | 16               | R72                 |
| Infraroig                    | 70             | 20-40            | 092                 |
| Conversió de color (blau)    |                |                  |                     |
| 3200 K a 5500 K              | 80A            | 4                | KB15                |
| 3400 K a 5500 K              | 80B            | 3                | KB12                |
| 3800 K a 5500 K              | 80C            | 2                | KB6                 |
| Filtres càlids               |                |                  |                     |
| 3400 K a 3200 K              | 81A            | 1.4              | A2                  |
| 3500 K a 3200 K              | 81B            | 1.4              |                     |
| 3600 K a 3200 K              | 81C            | 1.4              | KR3                 |
| 3700 K a 3200 K              | 81D            | 1.5              |                     |
| 3850 K a 3200 K              | 81EF           | 1.5              | KR6                 |
| Filtres freds                |                |                  |                     |
| 3000 K a 3200 K              | 82A            | 1.3              | B2, KB1.5           |
| 2900 K a 3200 K              | 82B            | 1.5              |                     |
| 2800 K a 3200 K              | 82C            | 1.5              | KB3                 |
| Conversió de color (taronja) |                |                  |                     |
| 5500 K a 3400 K              | 85 / 85A       | 1.6              | KR12                |
| 5500 K a 3200 K              | 85B            | 1.6              | KR15                |
| 5500 K a 3800 K              | 85C            | 1.3              |                     |
| Densitat neutra              |                |                  |                     |
| 0.3                          | 96             | 2                | NDx2                |
| 0.6                          | 96             | 4                | NDx4                |
| 0.9                          | 96             | 8                | NDx8                |
| 3.0                          | 96             | 1000             | NDx1000             |
| Polaritzadors                |                |                  |                     |
| Polaritzador lineal          |                | 3 a 4            | PL or LP            |
| Polaritzador circular        |                | 3 a 4            | PL-Cir, C-PL, CP    |